# Comando de Aeródromo A (o) 102/XVII
El Comando de Aeródromo A (o) 102/XVII (Flieger-Horst-Kommandantur A (o) 102/XVII) fue una unidad de la Luftwaffe durante la Segunda Guerra Mundial.

## Historia
Fue formado el 1 de abril de 1944 en Szolnok.

## Servicios
- abril de 1944 – 10 de diciembre de 1944: en Szolnok (Hungaria) con el Comando de Pista de Aterrizaje Kecskemet.
- diciembre de 1944 – mayo de 1945: en Gablingen bajo el Comando de Base Aérea 11/VII.

## Orden de Batalla

### Unidades adheridas
- Comando de Pista de Aterrizaje Kecskemet (formada el 1 de abril de 1944 desde el Comando de Base Aeródromo Kecskemet (formada en octubre de 1942); disuelta en agosto de 1944)